# Aba (ród)
Aba – węgierski ród możnowładców.
Ród możnowładczy z północy Węgier historycznych (obecnie Słowacji). Wywodzi się według legendy od króla Węgier Aby. W XII, a szczególnie w XIII w. (okres rozdrobnienia feudalnego na Węgrzech) posiadał on wielkie posiadłości w północno-wschodnich Węgrzech, sięgające po grzbiet Karpat i praktycznie niezależne od władzy centralnej. Abowie pokonani zostali 15 czerwca 1312 r. przez króla Karola Roberta w bitwie pod Rozgoniem (ob. Rozhanovce k. Koszyc), która zapoczątkowała proces ograniczania niezależności węgierskich możnowładców.

## Znani przedstawiciele
- Samuel Aba
- Dymitr Aba
- Amadej Aba